# 阿尔瓦雷亚尔德塔霍
阿尔瓦雷亚尔德塔霍，是西班牙卡斯蒂利亚-拉曼恰托莱多省的一个市镇。总面积42平方公里，总人口629人（2001年），人口密度15人/平方公里。